# 大家樂 (1975年電影)
《大家樂》（英語：Let's Rock），1975年香港上映的青春勵志喜劇，粵語對白，由黃霑和胡樹儒導演（前者兼任編劇），溫拿樂隊主演，配角包括李司棋和黃霑，客串演員有羅蘭、林燕妮、喬宏等。電影講述一隊中學生樂隊的成長故事，對白不多，劇情主要由歌曲推動，有中有英，曲風豐富。
此外，本片亦是香港最早期帶植入式廣告的電影。

## 背景
音樂界業者Cello Kan稱黃霑曾對他說，《大家樂》是為「還歌債」（寶麗金旗下的音樂版權公司以前預付的一筆歌曲版稅）而拍的音樂劇電影。黃霑想找剛冒起的青春偶像溫拿五子擔綱演出。譚詠麟憶述，當時邵氏電影公司也在跟他們協商簽電影長約，而他們選了《大家樂》，是因為電影已有具體的故事，黃霑給的報酬也比較划算。
亦有論者推測，當時粵語歌方興未艾，社會地位仍不及英語歌，而溫拿正是唱英語歌起家的，黃霑說服他們拍《大家樂》得花了不少功夫。此外經理人跟溫拿一樣的陳秋霞本來也是主角，但試鏡後黃霑認為不適合就安排她客串音樂比賽參賽者，獨唱一首歌。
據一篇黃霑寫於2004年的專欄文章，電影成本約四十七萬港元。工商晚報娛樂欄目《明星與我》作者依蓮報導，黃霑共花了六個月編劇本，三個月寫插曲，約七個月拍攝、剪接和配音，最終電影趕及在聖誕黃金檔期上畫。
本片投資者兼監製羅開睦為羅桂祥家族成員、餐飲集團大家樂創辦人之一，片名顯然由此而來。

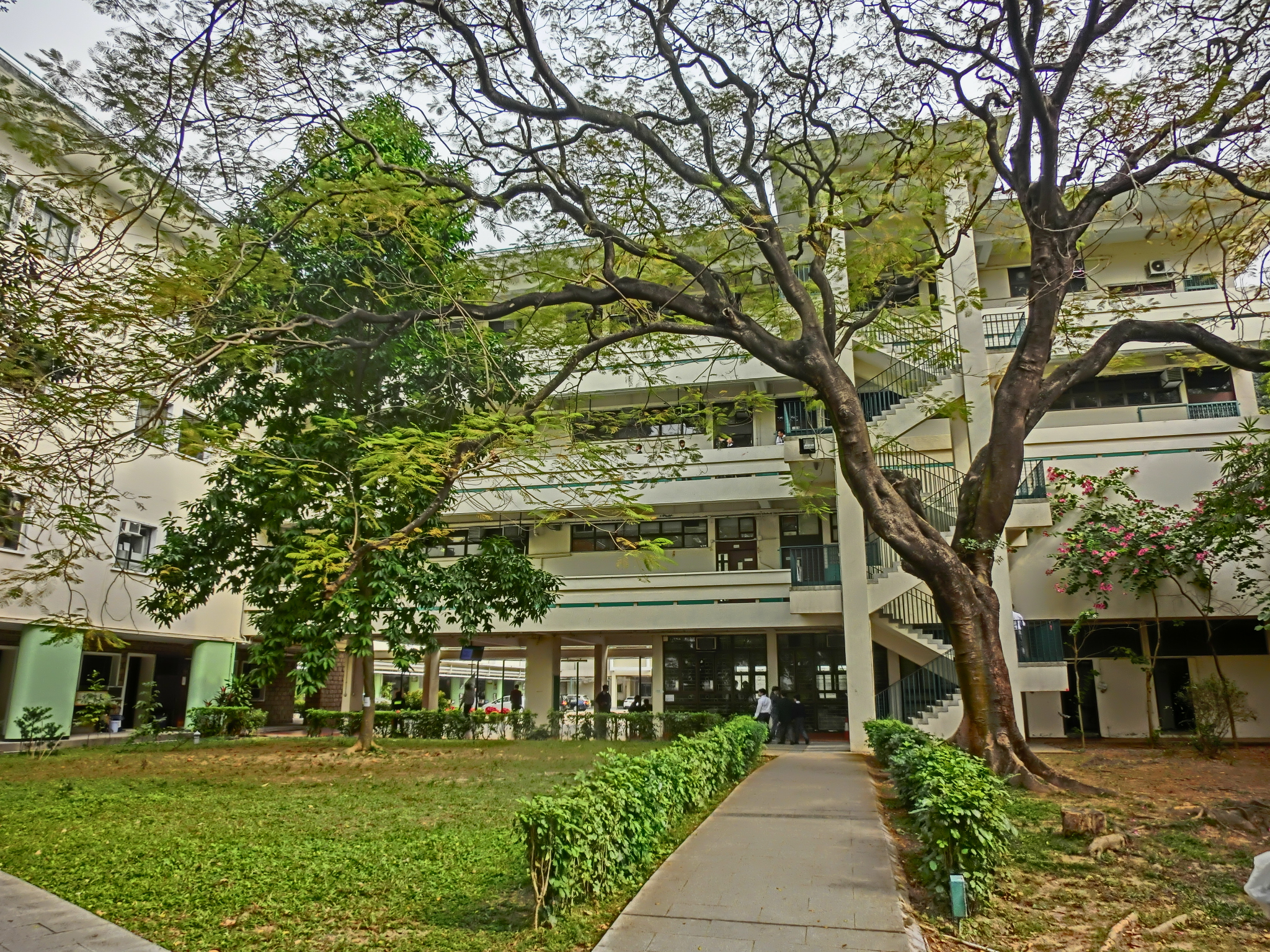
電影其中一個取景地—九龍華仁書院。

## 劇情
由阿倫、阿友、阿強組成的三劍俠樂隊參加電視台天才表演節目《玩吓啦》，卻因兩名成員內急，未表演就遭淘汰。
愛財如命的校工何漢嘲諷悶悶不樂的三人，與安慰他們的何妻唱反調。正好何漢的小舅子阿健前來以結他手身份加入樂隊，何漢靈機一動，欲利用他們賺錢，便自薦當樂隊經理人，並著他們邀請富家子阿B當鍵琴手。雖擔心對流行音樂有偏見的母親發現，但在女友Kitty說服下，阿B終允加入，樂隊更名The Fun。
五子經一番苦練，音樂技術大大提升。苦於阿B不能向母親拿錢添置音樂器材，何漢便讓他們當臨時演員、拍廣告。
之後樂隊亮相電視台節目，一鳴驚人，得到唱片公司賞識，灌錄出道唱片，將參加音樂大賽。
此時，阿友被校長警告如果成績不佳就要退學，便在隊友幫助下努力準備考試。而何漢因五子專注於學習，斷了財路，當替身演員賺取快錢時弄傷了腳。回校時見五子幫忙收拾考試會場上的桌椅，終於明白妻子平時的勸告，世上還有比錢更重要的東西。
後來阿友成功升班，但阿B母親卻發現兒子組樂隊一事，要把他送往海外讀書，何漢夫婦勸誘她打消念頭無果。送機時，她目睹一不孝子娶了外國妻子後無情拋棄老母移民外國，憂步其後塵，又從校長口中得知兒子會考成績不錯，故改變主意。
阿B趕赴電視台，與四子表演《大家樂》一曲，樂隊最終奪冠。

## 角色
| 演員   | 角色                 |
| 鍾鎮濤 | 阿B                  |
| 譚詠麟 | 阿倫                 |
| 彭健新 | 阿健                 |
| 陳友   | 何國友               |
| 葉智強 | 阿強                 |
| 黃霑   | 校役何漢             |
| 李司棋 | 何漢妻               |
| 梁舜燕 | 阿B母                |
| 施明   | 阿B女友Kitty         |
| 陳秋霞 | 音樂比賽參賽者李秋華 |
| 林燕妮 | 電視台編導鄭小姐     |

## 其他製作人員
| - 舞蹈顧問：林燕妮、劉兆銘 - 製作顧問：胡樹儒 - 美術顧問：水禾田 - 潤飾：鄧望波 - 音響效果：席素然、梁羽平 - 對白：王遜 - 錄音：張華 | - 攝影助理：趙偉堅、潘淦萬 - 燈光：黃成 - 場記：邵豪 - 劇務：陳劍康 - 場務：陳福慶 - 化粧：黎兆華 | - 樂師：溫拿樂隊、梁日昭、馮添枝、徐華南、鄭東漢、黃霑、黃權 Valentin Herrera, Jlianito Esquerra, Eugenio Ocampo, Lito Herandes, Joey Villamuera, Romeo B. Javier, Andy Balbuena, Gandencio Cristobal, Flor Laguin Damum,Freddie Alarcon |

## 電影原聲
黃霑表示作曲比較快，曾一夜寫成五首歌的旋律，而花了廿多天錄製此專輯。他評價溫拿其時演奏（陳友的鼓技）和唱歌的水平（譚詠麟多懶音）幼嫩，同樣剛出道不久的陳秋霞卻只錄了一遍就過關；並自評演唱鬼馬歌是找對了歌路，很快就錄好。
歌曲多以粵語口語入詞，而《好學為福》除粵語口語外亦有文言（取自《論語》）的成分，又有兩首是英語歌，其中《L.O.V.E Love》原是1974年香港流行歌曲創作邀請賽的亞軍歌曲。
歌詞內容、曲種體裁被指多元，如結尾的大合唱曲《大家樂》曲調西洋化，帶有二部合唱成分；又如《錢最親》和《人靠衣裝》是時興的鬼馬歌，前者有大量類似饒舌的唸白；《地球圓又圓》講述人生哲理，研究黃霑的文化評論人吳俊雄覺得「聽起來像國語時代曲」。《只有知心一個》、《今天我非常寂寞》、《點解手牽手》則是主流情歌。
這張專輯曾入選明報周刊的「香港樂壇40年：40經典唱片」和蘋果日報的「50張香港經典唱片」，樂評人馮禮慈推崇其產生華語樂壇首個中文樂隊的歷史意義，樂評人仰止（張毅成）則評道：「Doobie Brother式的公路搖擺（滾），易上口又Rock Rock，樂隊從此有出路。」。 
- 載體：黑膠唱片（Philips 6380-004）；卡式帶（Philips 7237-003）。
- 全碟填詞人：黃霑；編曲人：奧金寶。

| A面  | A面          | A面            | A面                              | A面  |
| 曲序 | 曲目         | 作曲           | 演唱者                           | 时长 |
| ---- | ------------ | -------------- | -------------------------------- | ---- |
| 1.   | 玩啦！       | 鍾鎮濤、彭健新 | 溫拿                             | 2:53 |
| 2.   | 只有知心一個 | 黃霑           | 譚詠麟                           | 2:19 |
| 3.   | L.O.V.E Love | 黃霑           | 溫拿                             | 2:10 |
| 4.   | 錢最親       | 黃霑           | 黃霑                             | 2:36 |
| 5.   | 點解手牽手   | 黃霑           | 陳秋霞                           | 2:12 |
| 6.   | 好學為福     | 黃霑           | 溫拿、黃霑、華娃（為李司棋代唱） | 4:30 |
| 7.   | 人靠衣裝     | 黃霑           | 温拿、黃霑、華娃                 | 1:32 |

| B面  | B面                                    | B面    | B面              | B面  |
| 曲序 | 曲目                                   | 作曲   | 演唱者           | 时长 |
| ---- | -------------------------------------- | ------ | ---------------- | ---- |
| 1.   | But I Love You                         | 黃霑   | 溫拿             | 2:03 |
| 2.   | 今天我非常寂寞                         | 黃霑   | 鍾鎮濤           | 3:03 |
| 3.   | 始終都係朋友好（與《錢最親》同曲異詞） | 黃霑   | 溫拿、黃霑       | 1:47 |
| 4.   | 地球圓又圓                             | 黃霑   | 華娃             | 2:53 |
| 5.   | 齊心就事成                             | 馮添枝 | 溫拿             | 3:19 |
| 6.   | 投向青山綠水                           | 黃霑   | 華娃、劉韻、麥韻 | 1:53 |
| 7.   | 大家樂                                 | 黃霑   | 温拿             | 4:05 |

## 反響
電影上映了十六日，首輪票房達一百九十萬元，登上該月電影票房冠軍，以及香港1975年廿五大賣座電影第六位（中國電影裡排行第四）。溫拿樂隊火速走紅，多首電影插曲在電台熱播，被指風格新潮，是「粵語流行曲振興的第三波」。影片亦為溫拿打開星馬市場，據報專輯銷量喜人，星馬唱片公司風錄可朗於1976年末向其頒發金唱片以示獎勵。

## 評價
影評人劉成漢認為此片有理查德·萊斯特電影《一夜狂歡》的影子，同樣以廣告式的導演手法配以搖滾樂題材。
文化評論人林奕華將之定義為「音樂劇電影」，評說「不是最成熟的作品，但它有它的完整性」。
文化評論人吳俊雄重看時，仍覺得此作的「搖滾音樂劇」電影形式前衛驚喜，而且「不會很夫子自道、文以載道，但商業化得來又較其他人行前少少。」；亦跟1960年代粵語片的「對白加插曲」模式不同:371,376-392。

## 其他
許冠傑將戲中四首歌曲惡搞成《鬼馬大家樂》，收錄於《半斤八兩》大碟。
春天實驗劇團曾改編為音樂劇，由高志森監製、王嘉翊執導，演員有高皓正、黃宇詩、亢帥克、黃嘉威等，2011年11月公演。
校園戲取景於九龍華仁書院。

## 外部連結
- 互联网电影数据库（IMDb）上《大家樂》的资料（英文）
- 香港康文署電影資料館網上目錄 （页面存档备份，存于）